# Golfo di Rogačëvo
Il golfo di Rogačëvo (in russo залив Рогачёва?) è un'insenatura sulla costa occidentale dell'isola Južnyj, nell'arcipelago della Novaja Zemlja. Amministrativamente appartiene all'oblast' di Arcangelo (Russia).

## Descrizione
L'insenatura si trova nella parte sud-orientale della penisola Gusinaja Zemlja, sul lato occidentale dell'isola Južnyj. Il promontorio d'ingresso, a ovest, è capo Morozova (мыс Морозова); la baia si apre verso sud sulle acque dello stretto Kostin Šar al di là del quale si trova l'isola Meždušarskij. A ovest del golfo di Rogačëvo si trova la baia Beluš'ja. Sfocia nell'insenatura l'omonimo fiume Rogačëvo.
Sulla sponda occidentale del golfo sorge il villaggio di Rogačëvo.